# 뉴프로비던스섬

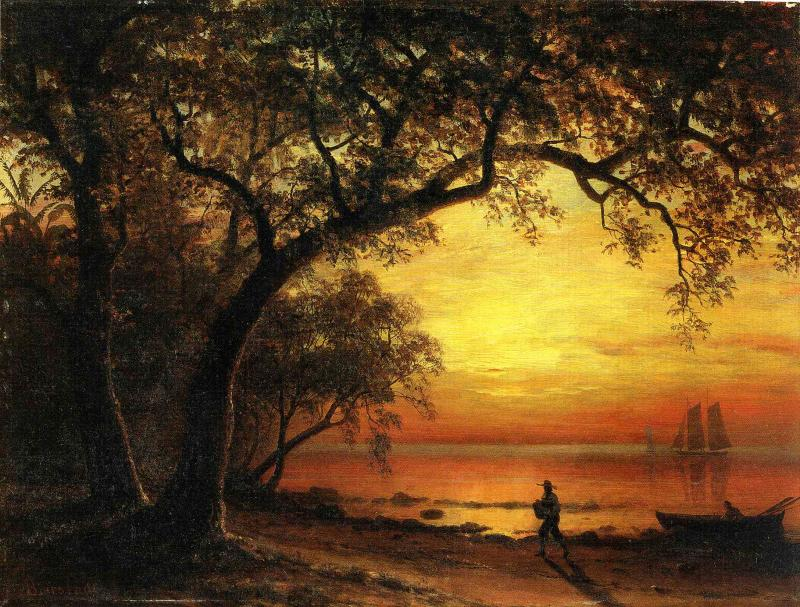
뉴프로비던스 섬

뉴프로비던스섬(New Providence)은 서인도 제도 바하마에 있는 섬으로 면적은 207km2, 인구는 248,948명(2010년 기준)이다. 수도인 나소가 이 섬에 위치하고 있다.